# 斯威特格姆黑德 (佛羅里達州)
斯威特格姆黑德（英語：Sweet Gum Head）是位於美國佛羅里達州霍爾姆斯縣的一個非建制地區。該地的面積和人口皆未知。

## 地理
斯威特格姆黑德的座標為30°58′48″N 85°57′34″W / 30.98000°N 85.95944°W，而該地的平均海拔高度為52米（即171英尺）。